# Церковь Святого Якоба (Любек)
Церковь Святого Якоба в Любеке (Якобикирхе, нем. Jakobikirche или нем. St. Jakobi-Kirche) — протестантская церковь в центре города Любек (Шлезвиг-Гольштейн); одна из пяти главных евангелическо-лютеранских приходских церквей города; была освящена в 1334 году как храм мореплавателей и рыбаков, в честь покровителя Иакова Старшего — вошла в состав северогерманского пути Святого Иакова. Первое романское здание церкви упоминалось в документах, составленных около 1227 года — нынешняя трехнефная зальная церковь была построена из кирпича после масштабного городского пожара. Две часовни относятся к 1392 году, а ризница с юго-восточной стороны является пристройкой начала XV века; колокольня, первоначально напоминавшая башни Мариенкирхе, была перестроена в XVII веке.

## История и описание
Церковь Святого Якоба была одной из немногих церквей в Любеке, которая осталась неповреждённой во время бомбардировки города в марте 1942 года: в результате, в здании сохранились два исторических органа. Большой орган (Große Orgel) у западной стены изначально был построен в период готики — в период барокко он несколько раз расширялся и перестраивался. Небольшой орган (Stellwagen-Orgel) у северной стены также появился в период средневековья, в 1467 году: он был перестроен и расширен Фридрихом Штельвагеном в 1636—1637 годах.